# Xenolpium pacificum norfolkense
Xenolpium pacificum norfolkense es una especie de arácnido del orden Pseudoscorpionida de la familia Olpiidae.

## Distribución geográfica
Se encuentra en la Isla Norfolk (Australia).